# Marco Romano (Fechter)
Marco Romano (* 6. Mai 1953 in Neapel) ist ein ehemaliger italienischer Säbelfechter, der im Anschluss als Professor für Gastroenterologie tätig wurde.

## Erfolge
Marco Romano wurde 1979 in Melbourne mit der Mannschaft Vizeweltmeister. Bei den Olympischen Spielen 1980 in Moskau zog er mit der Mannschaft ins Finale gegen die Sowjetunion ein. Mit 2:9 verlor die italienische Mannschaft um Romano, Ferdinando Meglio, Mario Aldo Montano, Michele Maffei und Giovanni Scalzo das Gefecht, sodass Romano die Silbermedaille gewann.
Romano arbeitete nach seiner sportlichen Karriere in der Medizin. Er ist Professor für Gastroenterologie an der Università degli Studi della Campania Luigi Vanvitelli.